# Gruemberger (cráter)
Gruemberger es un antiguo cráter de impacto situado en la parte sur de la Luna. Cuando se ve desde la Tierra presenta una forma ovalada debido al escorzo, pero en realidad es relativamente circular. El cráter se encuentra a unos 25 kilómetros al norte-noroeste del mayor y más prominente cráter Moretus. El cráter Cysatus, más pequeño, invade el borde oriental de Gruemberger. A una distancia de un diámetro y medio del cráter hacia el norte se halla el gran cráter Clavius.
|  |

Este cráter ha sido sometido a la erosión constante de impactos menores, por lo que sus perfiles a lo largo del brocal y de la pared interior aparecen suavizados y redondeados. Impactos significativos en las inmediaciones del cráter han cubierto el suelo y los lados con material eyectado, con una multitud de pequeños cráteres a lo largo de la pared interior. El cráter satélite Gruemberger A se sitúa en el interior del cráter principal, junto al sector oeste-suroeste de la pared interior.

## Cráteres satélite
Por convención estos elementos son identificados en los mapas lunares poniendo la letra en el lado del punto medio del cráter que está más cerca de Gruemberger.
|             | \| Gruemberger \| Coordenadas \| Diámetro \| \| ----------- \| ------------------------------ \| -------- \| \| A \| 67°12′S 11°48′O / -67.2, -11.8 \| 20 km \| \| B \| 64°36′S 9°00′O / -64.6, -9.0 \| 31 km \| \| C \| 65°54′S 15°18′O / -65.9, -15.3 \| 13 km \| \| D \| 68°06′S 14°24′O / -68.1, -14.4 \| 5 km \| \| E \| 63°36′S 7°06′O / -63.6, -7.1 \| 9 km \| \| F \| 62°54′S 6°18′O / -62.9, -6.3 \| 7 km \| |          |
| Gruemberger | Coordenadas | Diámetro |
| A           | 67°12′S 11°48′O / -67.2, -11.8 | 20 km    |
| B           | 64°36′S 9°00′O / -64.6, -9.0 | 31 km    |
| C           | 65°54′S 15°18′O / -65.9, -15.3 | 13 km    |
| D           | 68°06′S 14°24′O / -68.1, -14.4 | 5 km     |
| E           | 63°36′S 7°06′O / -63.6, -7.1 | 9 km     |
| F           | 62°54′S 6°18′O / -62.9, -6.3 | 7 km     |